# Vallonia allamanica
Vallonia allamanica е вид коремоного от семейство Valloniidae.

## Разпространение
Видът е разпространен в Германия.